# Vvedenka
Vvedenka (en ucraïnès i en rus Введенка) és una vila de la província de Khàrkiv, Ucraïna. El 2021 tenia 2.351 habitants.